# Mycosphaerella spinarum
Mycosphaerella spinarum är en svampart som först beskrevs av Bernhard Auerswald, och fick sitt nu gällande namn av Mig. 1912. Mycosphaerella spinarum ingår i släktet Mycosphaerella och familjen Mycosphaerellaceae.   Inga underarter finns listade i Catalogue of Life.